# Санти, Джованни
Джова́нни Са́нти (итал. Giovanni Santi; между 1440 и 1445, Кольбордоло — 1 августа 1494, Урбино) — итальянский живописец и декоратор периода кватроченто, отец знаменитого Рафаэля Санти.

## Биография
Джованни Санти родился между 1440 и 1445 годами в городке Кольбордоло (Марке, в провинции Пезаро-э-Урбино) в семье Санте ди Перуццоло и Элизабетты ди Маттео. Когда ему было десять лет семья переехала в Урбино. Некоторое время Джованни был мелким торговцем; затем учился рисованию у Пьеро делла Франческа. Также есть предположение, что Джованни был ассистентом и другом известного живописца Мелоццо да Форли.
Позднее Джованни стал придворным художником герцога Урбино Федериго да Монтефельтро и художником-портретистом его наследника Гвидобальдо. Им были созданы несколько алтарных картин, в настоящее время хранящихся в галерее Урбино, Берлинском музее, Лондонской национальной галерее. В церкви Сан-Франческо в Урбино имеется алтарный образ Мадонны работы Санти, другой — в церкви Санта-Кроче в Фано, «Благовещение» — в Пинакотеке Брера в Милане; «Воскресший Христос» в Музее изобразительных искусств Будапешта и «Святой Иероним» в Латеранской базилике в Риме.
Герцогский двор в Урбино долгое время продолжал оставаться важным центром ренессансной культуры, в основном литературной, что создавало благоприятные условия для творчества художников. В 1483 году в семье Джованни Санти родился сын Рафаэль. Его раннее образование неразрывно связано с культурным климатом, который характеризовал Урбино во второй половине пятнадцатого века благодаря дальновидной политике герцога Федерико. Живописная мастерская Джованни Санти была хорошо известна в Урбино и окрестностях. В церкви Сан-Доменико-ин-Кальи (в коммуне Кальи, Пезаро-э-Урбино) находится знаменитая капелла Тиранни, украшение которой Пьетро Тиранни доверил Джованни Санти и которую в своё время считали «шедевром». Среди фресок капеллы имеется портрет молодого Рафаэля в образе ангела и автопортрет Джованни Санти в образе Святого Иоанна Крестителя.
Джованни был не только живописцем, но и поэтом, в числе прочего он написал рифмованную хронику жизни герцога Федерико, и оба писали тексты и создавали декор для придворных развлечений в стиле масок. Поэзия Джованни Санти включает оду в честь Федерико да Монтефельтро, за которой следует пространное рассуждение об искусстве живописи. Написание оды было связано с визитом герцога в Мантую, где он восхищался мастерством Андреа Мантеньи. Далее Джованни Санти перечислял известные имена живописцев, которых он знал: список из 27 выдающихся художников конца XV века Италии и Фландрии. Поэма показывает, что Джованни Санти стремился проявить осведомлённость о самых передовых североитальянских художниках, а также о ранних нидерландских мастеров живописи.
Санти Старший умер в Урбино в 1494 году.

## Галерея

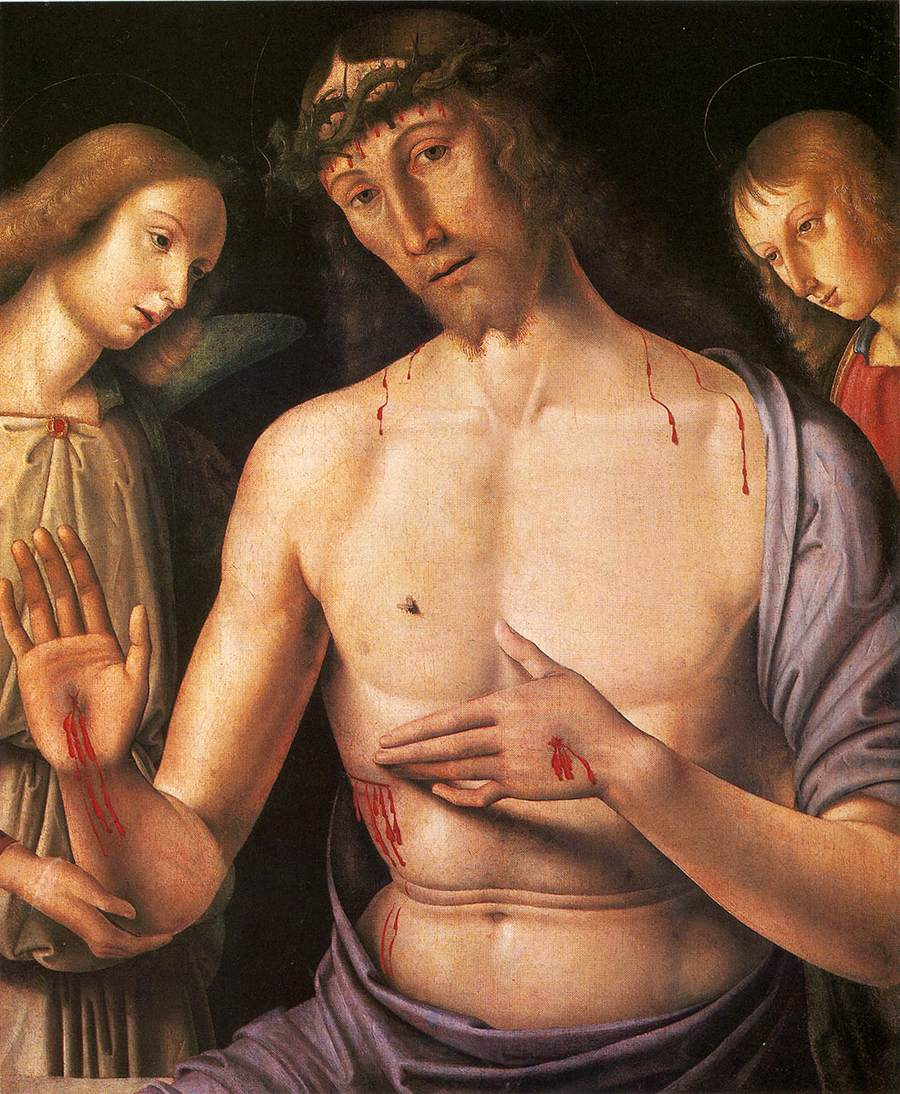
Человек скорбей. Ок. 1490. Холст, масло (переведено в дерева). Музей изобразительных искусств, Зугло, Венгрия
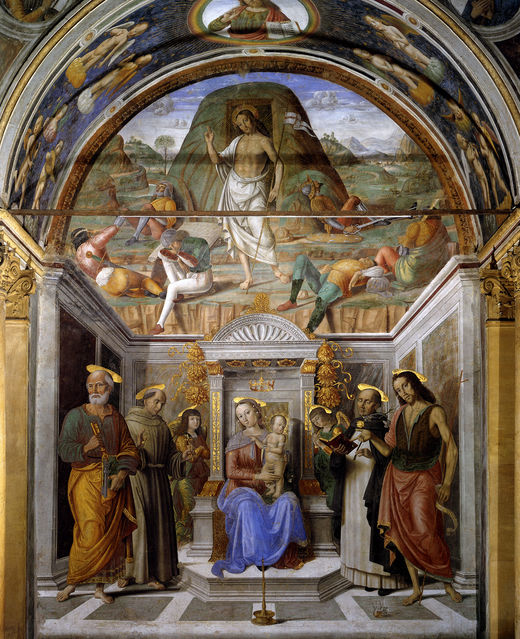
Святое собеседование с Воскресением. Фреска. Капелла Тиранни, церковь Сан-Доменико, Кальи, Пезаро-э-Урбино
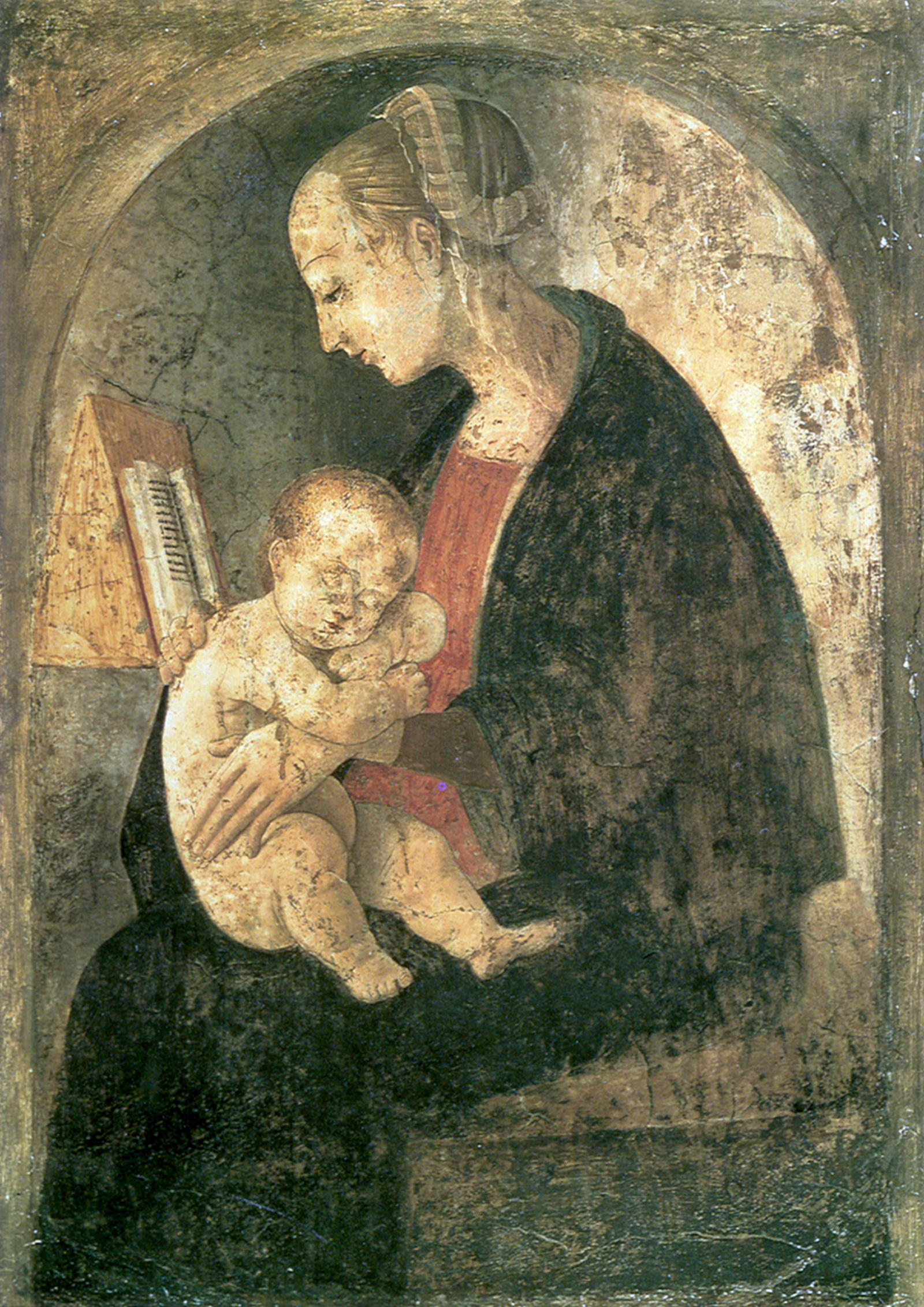
Мадонна с Младенцем и книгой. Фреска. Дом Рафаэля, Урбино
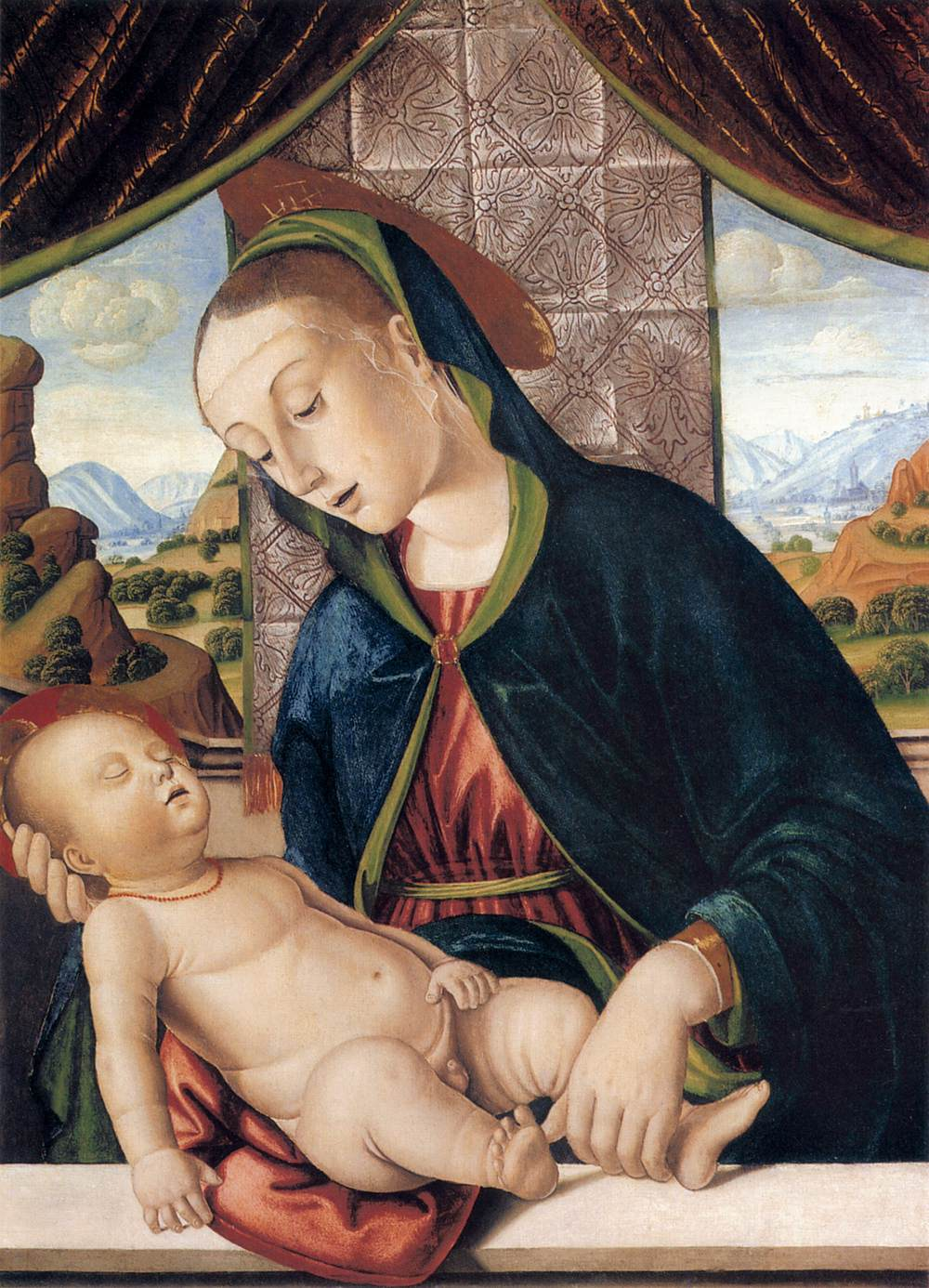
Мадонна с Младенцем. Между 1486 и 1490. Дерево, темпера, масло. Национальная галерея, Лондон
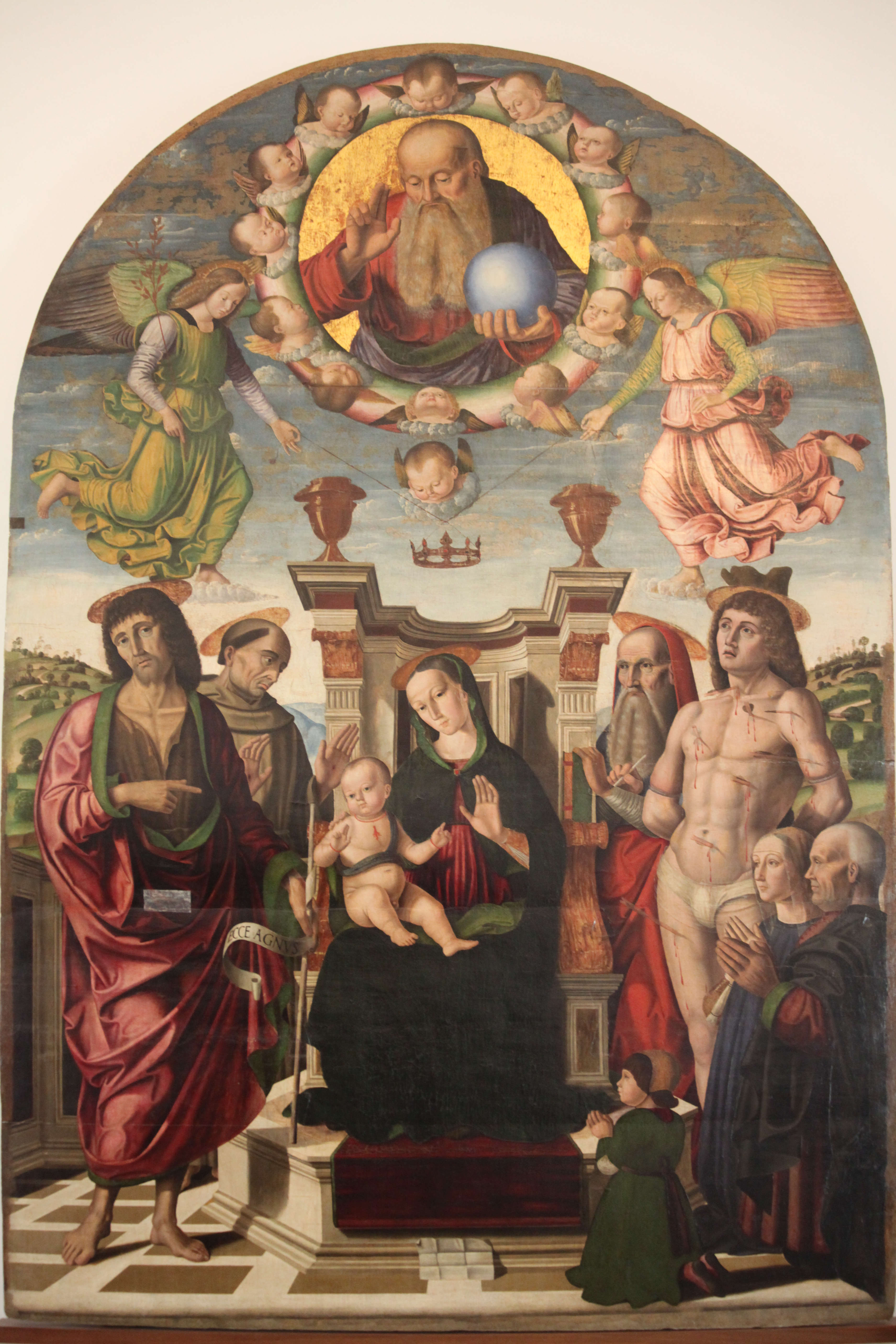
Мадонна с Младенцем на троне и святыми Иоанном Крестителем, Франциском и Себастьяном (Алтарь Буффи). 1489. Дерево, темпера. Национальная галерея Марке, Урбино
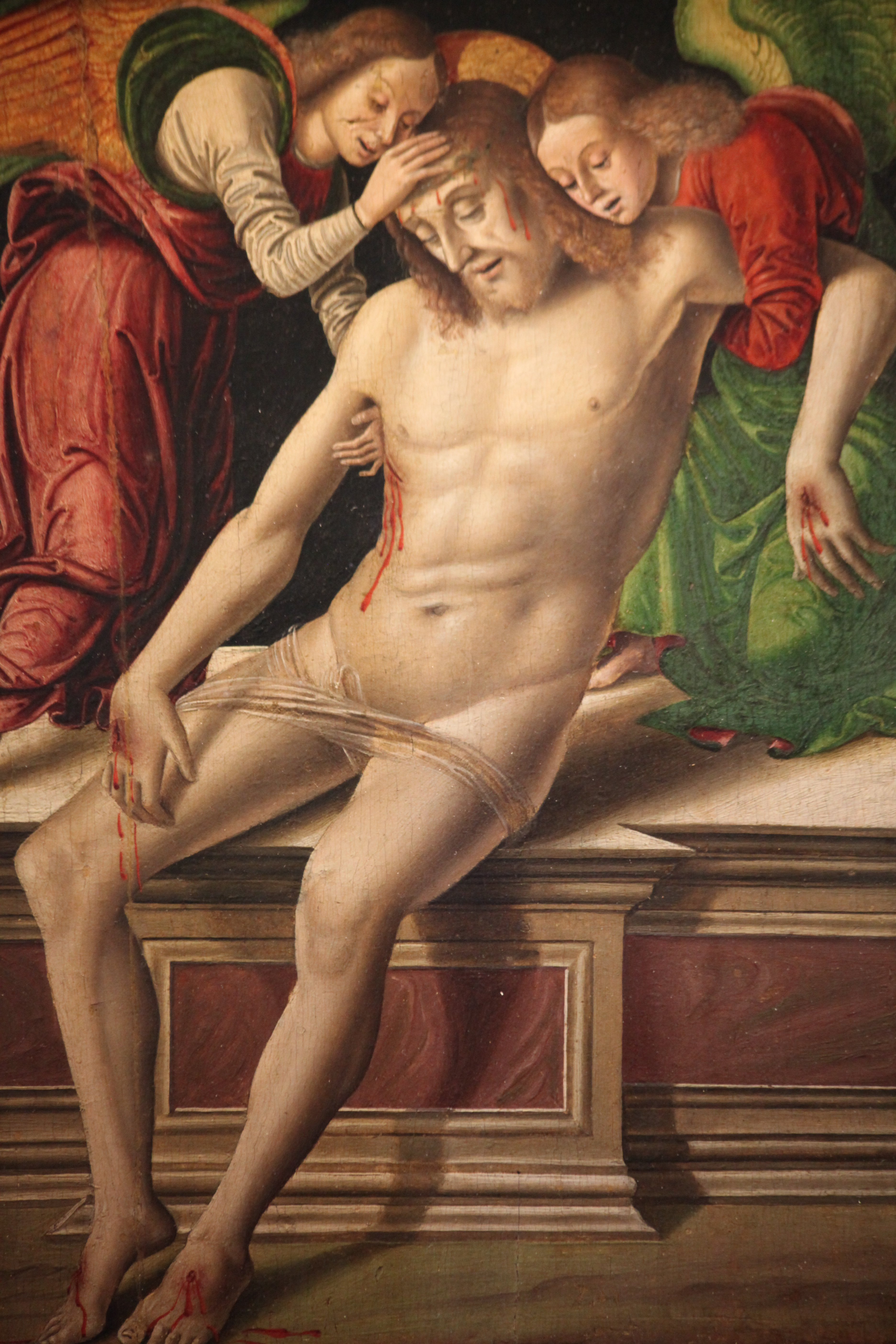
Мёртвый Христос между двумя ангелами. Между 1480 и 1489. Дерево, темпера. Национальная галерея Марке, Урбино